# Longtown (Missouri)
Longtown (bis 1874 Abernathy) ist eine Town im Perry County im Bundesstaat Missouri in den Vereinigten Staaten. Das U.S. Census Bureau hat bei der Volkszählung 2020 eine Einwohnerzahl von 90 ermittelt. Longtown gehört zum Union Township.

## Lage
Longtown liegt im Südosten des Bundesstaates Missouri, rund zehn Kilometer südöstlich von Perryville und ca. 115 Kilometer südlich von St. Louis.

## Geschichte

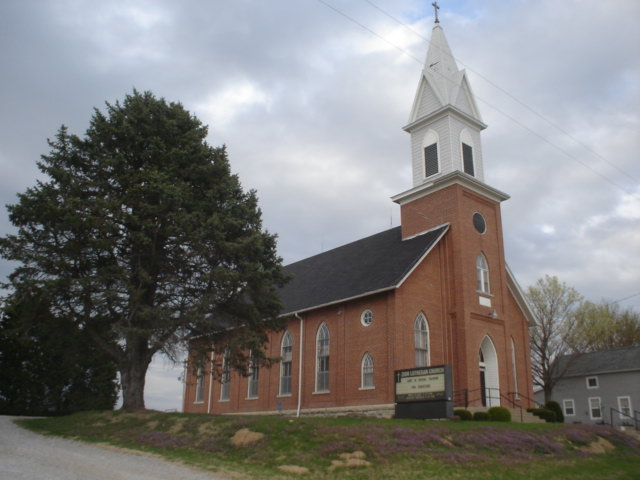
Zion Lutheran Church

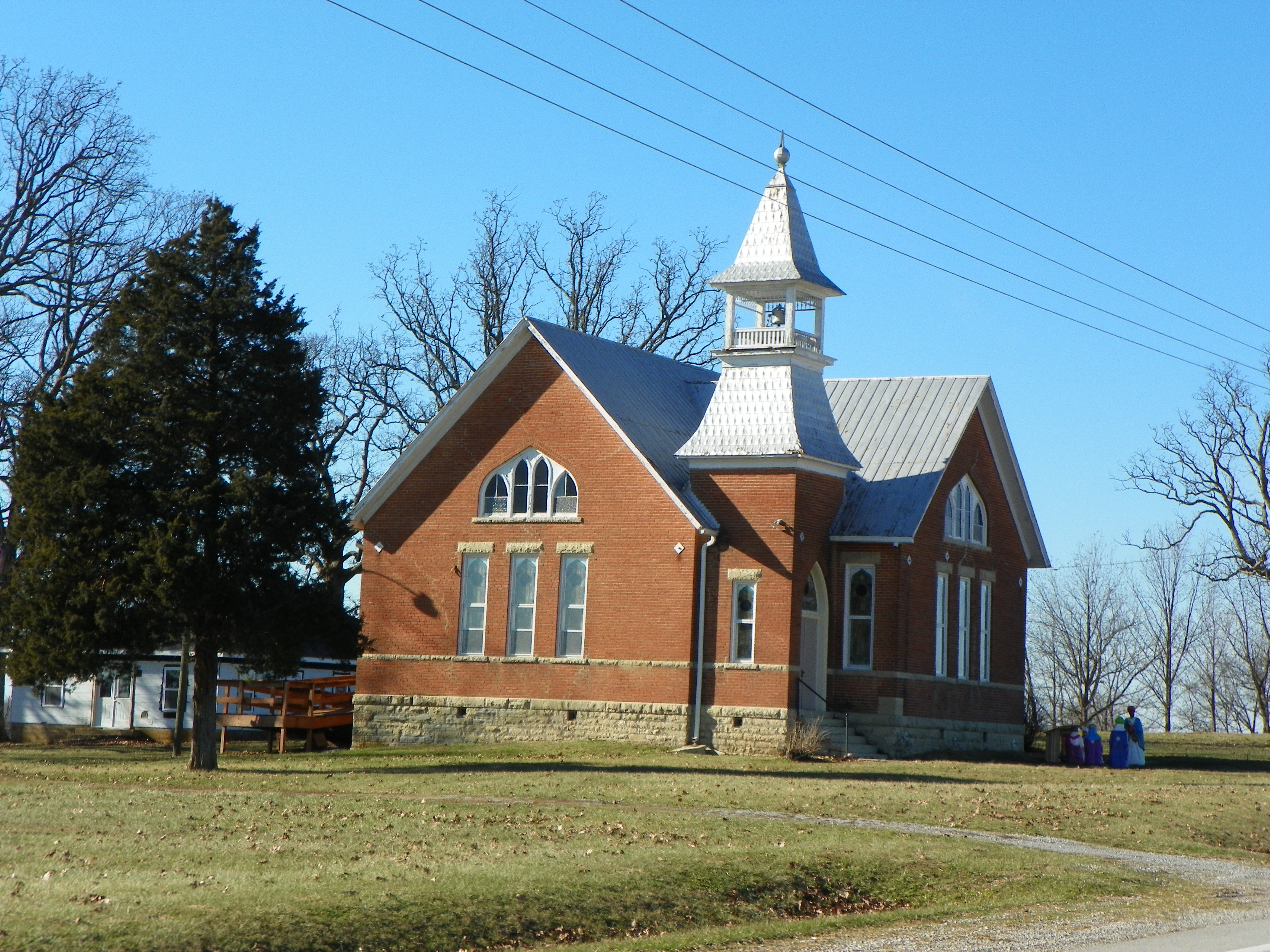
York Methodist Chapel

Erstmals besiedelt wurde die Gegend um Longtown zwischen 1817 und 1820 von europäischstämmigen Siedlern, die aus North Carolina nach Missouri gekommen waren und in der Region um Longtown und Brazeau sesshaft wurden. Im Jahr 1826 errichteten die Siedler ein Blockhaus auf dem Gebiet von Longtown, dieses Haus wurde 1836 abgerissen und durch die York Methodist Chapel ersetzt. Die Siedlung erhielt zunächst den Namen Abernathy, abgeleitet von dem Familiennamen der ersten Siedler in dem Ort. 1834 erhielt Longtown eine Poststation des United States Postal Service, die nur zwei Jahre später wieder geschlossen wurde. Ab 1866 gab es in dem Ort wieder eine Poststelle.
Im April 1874 wurde die Siedlung als Village inkorporiert und in Longtown umbenannt. Abgeleitet ist der neue Name der Ortschaft ebenfalls von dem Familiennamen eines Siedlers im Ort. Die protestantischen Bewohner von Longtown gehörten zunächst einer Kirchengemeinde in Friedenberg an, aufgrund der schlechten Erreichbarkeit der dortigen Kirche von Longtown aus und einem stetigen Wachstum der lutherischen Kirchengemeinde in Longtown wurde 1881 eine lutherische Kirche in der Schule von Longtown eingerichtet. Im selben Jahr wechselte die lutherische Kirchengemeinde von Longtown in ein Gebäude außerhalb des Ortes, das bis 1898 bestand. 1897 kam es zur Gründung einer weiteren lutherischen Kirchengemeinde und zum Bau der Zion Lutheran Church, einer Holzkirche, die 1912 durch einen Ziegelbau ersetzt wurde.
Zu Beginn des 20. Jahrhunderts gab es in Longtown zwei Kirchen, eine Schule, eine Bank, eine Kneipe, drei Gemischtwarengeschäfte und eine Mühle. Die meisten Bewohner des Ortes lebten von der Landwirtschaft. Am 20. April 1936 wurde ein Teil von Longtown durch einen Brand zerstört. Die Poststelle in Longtown wurde 1966 geschlossen.

## Bevölkerung

### Census 2010
Beim United States Census 2010 hatte Longtown 102 Einwohner, die sich auf 39 Haushalte und 30 Familien verteilten. 99,02 % der Einwohner waren Weiße und 0,98 % waren anderer Abstammung. Hispanics und Latinos machten 1,96 % der Gesamtbevölkerung aus. In 74,4 % der Haushalte lebten verheiratete Paare, 2,6 % der Haushalte wurden von alleinstehenden Männern bewohnt. In 33,3 % der Haushalte lebten Kinder unter 18 Jahren und in 2,6 % der Haushalte lebten Senioren über 65 Jahre.
Das Medianalter lag zum Zeitpunkt der Volkszählung bei 36,7 Jahren. 26,5 % der Bewohner waren zum Zeitpunkt der Volkszählung unter 18 Jahren alt, 2,8 % waren zwischen 18 und 24, 31,3 % zwischen 25 und 44, 26,5 % zwischen 45 und 65 und 12,7 % der Einwohner waren älter als 65 Jahre. 50,0 % der Einwohner waren männlich und 50,0 % weiblich.

### Census 2000
Beim United States Census 2000 lebten in Longtown 76 Einwohner in 31 Haushalten und 23 Familien. 98,68 % der Einwohner waren Weiße und 1,32 % waren anderer Abstammung. 1,32 % der Einwohner waren Hispanics oder Lations. In 71,0 % der Haushalte lebten verheiratete Paare, in 22,6 % der Haushalte lebten Kinder unter 18 Jahren und in 3,2 % der Haushalte lebten Bewohner über 65 Jahren.
Zum Zeitpunkt der Volkszählung betrug das Medianeinkommen in Longtown pro Haushalt und pro Familie jeweils 55.000 US-Dollar. Das durchschnittliche Pro-Kopf-Einkommen lag bei 22.724 US-Dollar. 14,3 % der Familien und 7,9 % der Einwohner von Longtown lebten unterhalb der Armutsgrenze, von diesen Bewohnern waren keine Einwohner jünger als 18 Jahre und 66,7 % über 65 Jahre alt.

## Infrastruktur
Longtown liegt am U.S. Highway 62, der die Ortschaft mit Perryville und Jackson verbindet. Sechs Kilometer Luftlinie westlich von Longtown besteht ein Anschluss an den Interstate-Highway 55 nach St. Louis. Longtown gehört zum Schulbezirk der Stadt Perryville.